# Vasil Popovič
Vasil Popovič (15. července 1887 Velké Loučky – ?) byl československý politik rusínské národnosti z Podkarpatské Rusi a meziválečný senátor Národního shromáždění ČSR za Komunistickou stranu Československa.

## Biografie
Profesí byl malorolníkem. Uvádí se k roku 1935 jako zemědělec ve Velkých Loučkách.
V parlamentních volbách v roce 1935 získal senátorské křeslo v Národním shromáždění. V senátu setrval do prosince 1938, kdy jeho mandát zanikl v důsledku rozpuštění KSČ.